# Maximilian Damm

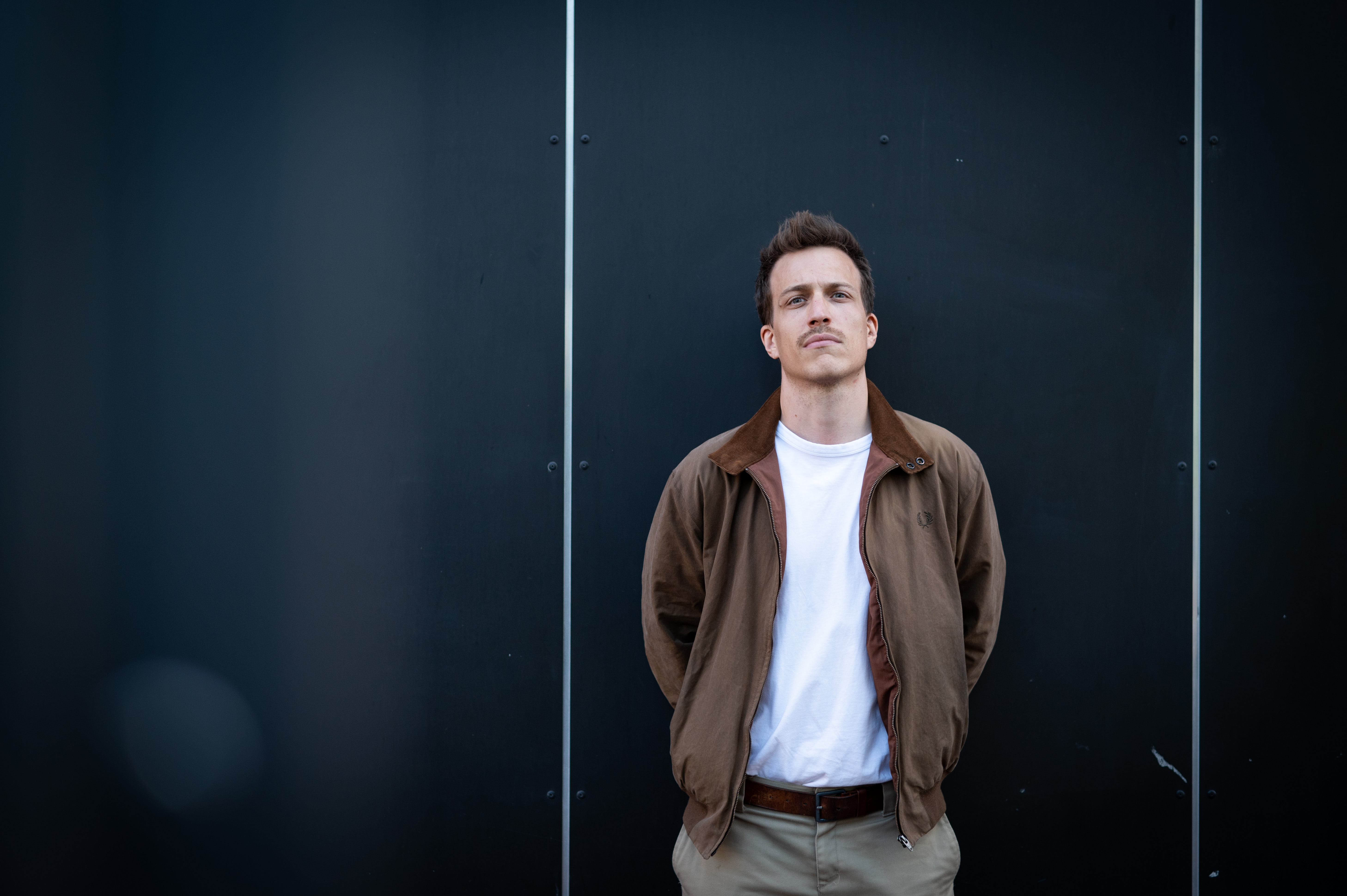

Maximilian Damm (* 1989 in Heidelberg), auch Max Damm, ist ein deutscher Filmregisseur, -produzent, Autor und Journalist. Als Regisseur und Produzent wirkte er an öffentlich-rechtlichen Filmproduktionen. Damm ist außerdem Gesellschafter und Mitbegründer der Produktionsfirma filmkombüse. Er gründete 2025 eine neue Produktionsfirma namens funkfeuer films und ist alleiniger Gesellschafter. 

## Leben
Maximilian Damm wuchs in der Nähe von Heidelberg auf und machte mit 16 Jahren erste journalistische Erfahrungen bei einer Lokalzeitung. Er studierte Journalistik und anschließend von 2014 bis 2018 Regie an der Filmakademie Baden-Württemberg. Während und nach seines Journalistik-Studiums realisierte er Beiträge für verschiedene Medien wie ZDF aspekte, SWR und 3Sat Kulturzeit.
Während seiner Zeit an der Filmakademie widmete Damm sich der Umsetzung von längeren Filmen. Sein an der Filmakademie Baden-Württemberg entstandener Film Problem Solver feierte auf den 51. Internationalen Filmtagen Premiere. Sein Regie-Studium schloss er im Jahr 2018 als Diplom-Regisseur mit dem Film Hassjünger ab, den er zusammen mit Julia Knopp realisierte. Der Film war eine Koproduktion zwischen der Filmakademie Baden-Württemberg und dem SWR und feierte Premiere auf dem SWR Doku Festival in Stuttgart. Es folgten weitere Filme, unter anderem für die ZDF-Reihe 37 Grad. Seine Filme liefen auf diversen Festivals wie den Internationalen Hofer Filmtagen, dem Kasseler Dokfest, dem SWR Dokufestival sowie dem Human Rights Film Festival in Berlin und auf der Filmschau Baden-Württemberg.
Damm gründete und betreibt zusammen mit Julia Knopp eine Filmproduktionsfirma mit Sitz in Mannheim. Seine Filme setzen sich meist mit gesellschaftspolitischen Themen auseinander.
Im März 2021 gewann Damm mit seinem Dokumentarfilm Mein Wille Geschehe den Dr. Georg Schreiber Medienpreis.

## Filmografie

### Regisseur
- 2017: Problem Solver
- 2018: Hassjünger
- 2019: Die Berührerin[16]
- 2020: Mein Wille Geschehe
- 2022: Deutschrand – Der Odenwald[17][18]
- 2022: Deutschrand – Der Bayerische Wald[17][18]
- 2023: Wie wir lieben wollen[19]

### Produzent
- 2018: Der Rest ist Glückssache
- 2020: Mein Wille Geschehe[20]
- 2021: Countdown zum Hochzeitstraum
- 2022: Deutschrand – Der Odenwald[17][18]
- 2022: Deutschrand – Der Bayerische Wald[17][18]
- 2022: Deutschrand – Die Eifel[17][18]
- 2022: Deutschrand – Das Saarland[17]
- 2022: Deutschrand – Die Uckermark[17]
- 2022: Deutschrand – Ostfriesland[17]
- 2023: DRAGS of Monnem
- 2023: Mein Bullerbü Teil 1 & 2
- 2023: Wie wir lieben wollen

### Autor
- 2017: Problem Solver
- 2018: Hassjünger
- 2019: Die Berührerin[16]
- 2020: Mein Wille Geschehe
- 2022: Deutschrand – Der Odenwald[17][21]
- 2022: Deutschrand – Der Bayerische Wald[17][21]
- 2022: Deutschrand – Die Eifel[17][21]
- 2022: Deutschrand – Das Saarland[17][21]
- 2022: Deutschrand – Die Uckermark[17][21]
- 2022: Deutschrand – Ostfriesland[17][21]
- 2023: Wie wir lieben wollen

## Preise
- 2021: Dr.-Georg-Schreiber-Medienpreis[22]
- 2023: Bremer Fernsehpreis